# San Michele Mondovì
San Michele Mondovì är en ort och kommun i provinsen Cuneo i regionen Piemonte i Italien. Kommunen hade 1 933 invånare (2018).